# Berkeley Software Distribution
Berkeley Software Distribution (BSD, tudi Berkeley Unix) je operacijski sistem podoben Unixu, ki ga je med letoma 1977 in 1995 razvijala in distribuirala skupina Computer Systems Research Group Univerze Kalifornije v Berkeleyju.

## Pomembnejši derivati
- FreeBSD, najbolj razširjen na standardni x86 platformi
  - DragonFly BSD, alternativni dizajn
  - PC-BSD in DesktopBSD, s poudarkom na uporabnosti za končnega uporabnika
  - Nokia IPSO, na FreeBSD-temelječ OS za Nokiine požarne zidove
  - Juniper Networks JunOS, za routerje Juniper
  - Applov Darwin, jedro Mac OS X
- NetBSD, poudarek na preprostosti
  - OpenBSD, osredotoča se na prenosljivost, standarizacijo in varnost, integrirana je tudi kriptacija
- DEC's Ultrix
- OSF/1
- zgodnje verzije Sunovega SunOS (do verzije SunOS 4.1.4)
- NeXT NEXTSTEP in OPENSTEP, predhodnika prej omenjenega Darwina
- 386BSD, prvi na BSD-ju temelječ operacijski sistem in predhodnik večine trenutnih BSD sistemov
- DEMOS, sovjetski klon BSD-ja
- BSD/OS, lastniški BSD za PCje